# ICC World Cricket League Championship 2015–17
Die ICC World Cricket League Championship 2015–17 war die zweite Ausgabe des One-Day-Cricket-Wettbewerbes für Associate-Member des International Cricket Councils. Das Turnier war die höchste Stufe der ICC World Cricket League 2012–18 und wurde vom Mai 2015 bis Dezember 2017 zwischen acht Mannschaften ausgetragen. Die vier besten Mannschaften qualifizierten sich für den ICC Cricket World Cup Qualifier 2018.
Sieger waren die Niederlande, die sich damit auch für die ICC ODI Championship qualifizierten. Schottland, Hong-Kong und Papua-Neuguinea konnten sich ebenfalls für das Qualifikationsturnier qualifizieren.

## Teilnehmer
Ursprünglich waren für das Turnier die besten acht Associate Member des ICC vorgesehen, die auch im ICC Intercontinental Cup 2015–2017 antreten. Jedoch wurde kurz vor dem Start entschieden, dass Afghanistan und Irland sich im Rahmen der ICC ODI Championship, neben den zehn Test-Nationen, direkt für die Weltmeisterschaftsqualifikation qualifizieren können.
Somit qualifizierten sich für das Turnier die vier ersten des ICC Cricket World Cup Qualifier 2014:
| - Hongkong - Papua-Neuguinea | - Schottland - Ver. Arab. Emirate |

Diese Mannschaften haben auch ODI-Status, so dass Spiele zwischen diesen Teams ODI-Status erhalten, während aufeinandertreffen mit den anderen Mannschaften List A-Status haben.
Des Weiteren qualifizierten sich die ersten vier der ICC World Cricket League Division Two 2015:
| - Kenia - Namibia | - Nepal - Niederlande |

## Format
Jede Mannschaft trägt gegen jede andere einmal zwei Spiele aus. Für jeden Sieg gibt es zwei Punkte, für ein unentschieden oder No Result einen. Die ersten vier qualifizieren sich für die World-Cup-Qualifikation, während sich die hinteren vier Mannschaften für die ICC World Cricket League Division Two 2018 qualifizieren, wo zwei weitere Qualifikanten für das Turnier ausgespielt werden.

## Turnier

### Tabelle
| WCL Championship   | Sp. | S  | N  | NR | P  | NRR    |
| ------------------ | --- | -- | -- | -- | -- | ------ |
| Niederlande        | 14  | 10 | 2  | 2  | 22 | +0.978 |
| Schottland         | 14  | 8  | 3  | 3  | 19 | +0.549 |
| Hongkong           | 14  | 8  | 4  | 2  | 18 | +1.084 |
| Papua-Neuguinea    | 14  | 8  | 6  | 0  | 16 | −0.381 |
| Kenia              | 14  | 6  | 8  | 0  | 12 | −0.551 |
| Ver. Arab. Emirate | 14  | 5  | 9  | 0  | 10 | −0.379 |
| Nepal              | 14  | 4  | 9  | 1  | 9  | −0.451 |
| Namibia            | 14  | 3  | 11 | 0  | 6  | −0.602 |